# Okres Třebíč
Třebíč (Duits: Trebitsch) is een district (Tsjechisch: Okres) in de Tsjechische regio Vysočina. De hoofdstad is Třebíč. Het district bestaat uit 167 gemeenten (Tsjechisch: Obec). Sinds 1 januari 2007 horen de gemeenten Oslavička en Tasov bij de okres Žďár nad Sázavou en de gemeenten Brtnička, Hrutov en Kněžice bij de okres Jihlava. Al deze gemeenten hoorden daarvoor bij dit district.

## Lijst van gemeenten
De obce (gemeenten) van de okres Třebíč. De vetgedrukte plaatsen hebben stadsrechten. De cursieve plaatsen zijn steden zonder stadsrechten (zie: vlek).
Babice - Bačice - Bačkovice - Benetice - Biskupice-Pulkov - Blatnice - Bohušice - Bochovice - Bransouze - Březník - Budišov - Budkov - Cidlina - Čáslavice - Častohostice - Čechočovice - Čechtín - Červená Lhota - Číhalín - Číchov - Čikov - Číměř - Dalešice - Dědice - Dešov - Dolní Lažany - Dolní Vilémovice - Domamil - Dukovany - Hartvíkovice - Heraltice - Hluboké - Hodov - Horní Heřmanice - Horní Smrčné - Horní Újezd - Horní Vilémovice - Hornice - Hrotovice - Hroznatín - Hvězdoňovice - Chlístov - Chlum - Chotěbudice - Jakubov u Moravských Budějovic - Jaroměřice nad Rokytnou - Jasenice - Jemnice - Jinošov - Jiratice - Kamenná - Kdousov - Kladeruby nad Oslavou - Klučov - Kojatice - Kojatín - Kojetice - Komárovice - Koněšín - Kostníky - Kouty - Kozlany - Kožichovice - Krahulov - Kralice nad Oslavou - Kramolín - Krhov - Krokočín - Kuroslepy - Láz - Lesná - Lesní Jakubov - Lesonice - Lesůňky - Lhánice - Lhotice - Lipník - Litohoř - Litovany - Lomy - Loukovice - Lovčovice - Lukov - Markvartice - Martínkov - Mastník - Menhartice - Meziříčko - Mikulovice - Mladoňovice - Mohelno - Moravské Budějovice - Myslibořice - Naloučany - Náměšť nad Oslavou - Nárameč - Nimpšov - Nová Ves - Nové Syrovice - Nový Telečkov - Ocmanice - Odunec - Okarec - Okřešice - Okříšky - Opatov - Oponešice - Ostašov - Pálovice - Petrovice - Petrůvky - Pokojovice - Police - Popůvky - Pozďatín - Přeckov - Předín - Přešovice - Přibyslavice - Příštpo - Pucov - Pyšel - Rácovice - Račice - Radkovice u Budče - Radkovice u Hrotovic - Radonín - Radošov - Radotice - Rapotice - Rohy - Rokytnice nad Rokytnou - Rouchovany - Rudíkov - Římov - Sedlec - Slavětice - Slavičky - Slavíkovice - Smrk - Stařeč - Stropešín - Střítež - Studenec - Studnice - Sudice - Svatoslav - Šebkovice - Štěměchy - Štěpkov - Trnava - Třebelovice - Třebenice - Třebíč - Třesov - Valdíkov - Valeč - Vícenice - Vícenice u Náměště nad Oslavou - Vladislav - Vlčatín - Výčapy - Zahrádka - Zárubice - Zašovice - Zvěrkovice - Želetava
Havlíčkův Brod · Jihlava · Pelhřimov · Třebíč · Žďár nad Sázavou